# Ganesh Pedurand
Ganesh Pedurand est un nageur français né le 1er juillet 1992 aux Abymes.
Il est médaillé de bronze sur 200 mètres quatre nages aux Championnats d'Europe juniors de natation 2010, médaillé de bronze sur 4x100 mètres quatre nages aux Jeux olympiques de la jeunesse d'été de 2010 et  médaillé d'argent sur 4x200 mètres nage libre aux Jeux méditerranéens de 2013.
Il remporte le titre de champion de France sur 200 mètres quatre nages en 2011, en 2014, en 2015 et en 2016. Il est aussi champion de France en petit bassin sur 200 mètres quatre nages en 2013 et en 2016.
Ganesh Pedurand est diplômé de l'École de journalisme de Toulouse, qu'il a menée de front avec les compétitions sportives.